# Guitare jazz

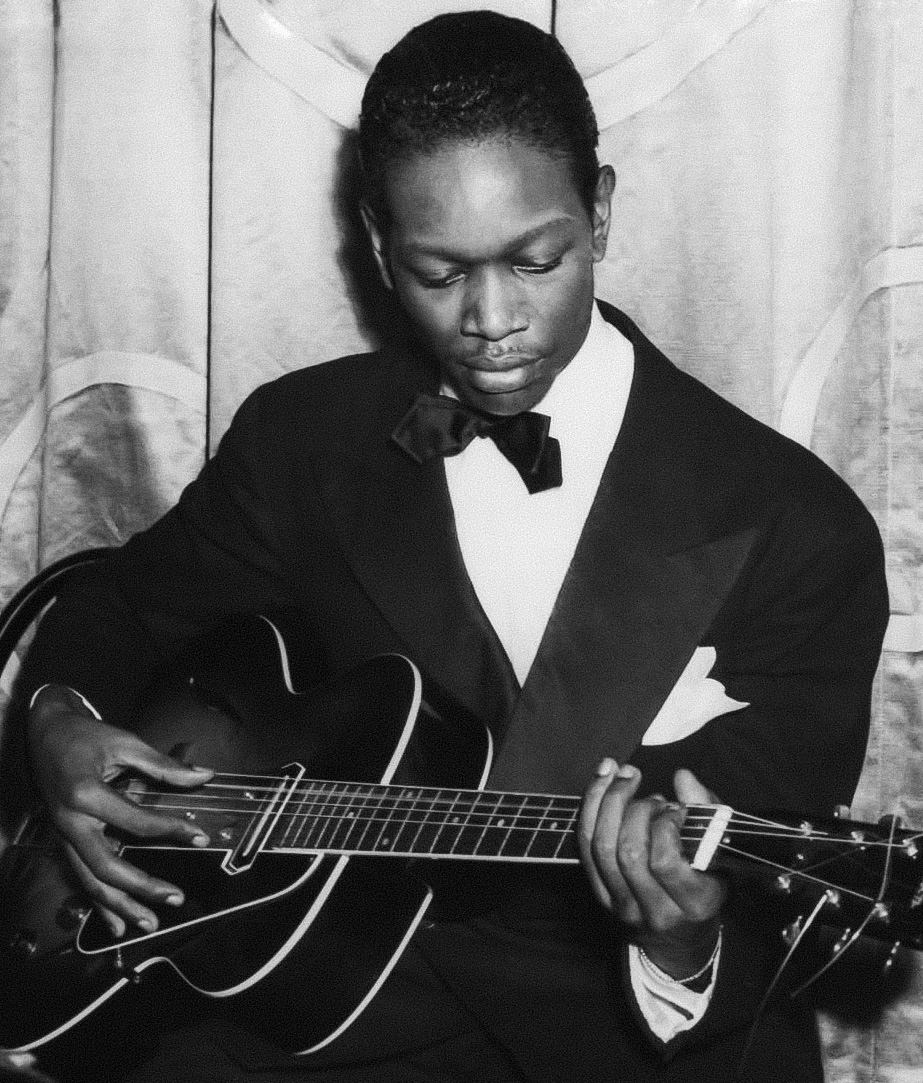
Charlie Christian, pionier de la guitare électrique et figure du bebop.

La guitare jazz est un terme utilisé pour désigner la pratique instrumentale de la guitare dans le jazz. 

## Caractéristiques
La guitare est présente dans le jazz depuis ses débuts, mais dans les années 1930, l'arrivée de la guitare électrique entraîne un changement radical dans son utilisation. L'amplification permet en effet aux guitaristes d'égaler les instruments à vent en termes de volume, même lorsqu'ils jouaient des notes isolées, et de jouer le rôle de solistes même au sein d'ensembles étendus. 
Le terme est également parfois utilisé pour désigner les guitares archtop, creuses et semi-creuses. Cependant, tout type de guitare est fréquemment utilisé dans le jazz, et inversement, ces instruments sont utilisés dans de nombreux autres genres musicaux. Traditionnellement, la guitare dans le jazz peut exprimer la pulsation avec la section rythmique, elle peut jouer des accords selon la technique du comping, elle peut jouer des mélodies à une note ou harmonisées. Dans les situations de guitare solo ou de petits ensembles, la guitare peut jouer une ligne de walking bass.

## Histoire
La guitare a une longue histoire dans le jazz, à la fois comme instrument d'accompagnement mais aussi solo. Dans les ensembles de jazz des années 1920, le banjo était l'instrument à cordes rythmique le plus couramment utilisé ; même au début des années 1930, des orchestres sophistiqués comme celui de Duke Ellington utilisaient le banjo.  À la fin des années 1930, Charlie Christian devient le premier guitariste de jazz électrique et le premier à explorer les possibilités du langage solo bebop à la guitare.
Les guitaristes les plus influents sont, par ordre chronologique : Eddie Lang, Freddie Green, George Van Eps, Charlie Christian, Billy Bauer, Wes Montgomery, Jim Hall, Ed Bickert, John McLaughlin, John Abercrombie, Bill Frisell, John Scofield, Pat Metheny, Kurt Rosenwinkel, Julian Lage.